# Alfredo Stephens
Alfredo Horacio Stephens Francis (* 25. prosince 1994) je panamský fotbalový útočník a reprezentant, hráč panamského klubu Chorrillo FC od července 2015 na hostování v DAC Dunajská Streda.

## Klubová kariéra
Stephens hrál v Panamě za kluby Río Abajo FC, Plaza Amador a Chorrillo FC. V červenci 2015 odešel na roční hostování s opcí do slovenského klubu DAC Dunajská Streda. Technický ředitel DACu Aljoša Asanović vyjádřil přesvědčení, že bude přínosem pro mužstvo. Ve druhém kole slovenského poháru v srpnu 2015 proti MŠK Tesla Stropkov (výhra 3:0) si vážně poranil rameno a čekala ho několikaměsíční léčba.

## Reprezentační kariéra
Zúčastnil se Mistrovství světa hráčů do 17 let 2011 v Mexiku.
Za A-mužstvo Panamy debutoval v roce 2012. S panamskou reprezentací se zúčastnil Gold Cupu CONCACAF 2015, kde získal s týmem bronzové medaile.